# Ametrodiplosis
Ametrodiplosis is een muggengeslacht uit de familie van de galmuggen (Cecidomyiidae).

## Soorten
- A. auripes (H. Low, 1888)
- A. crassinerva

Andoornbloemgalmug (Kieffer, 1901)
- A. duclosii (Tavares, 1930)
- A. dulichii (Felt, 1912)
- A. nivea Tavares, 1916
- A. thalictricola

Ruitzaadgalmug (Rübsaamen, 1895)
- A. urticae Kovalev, 1972
- A. viciae Mamaev, 1961